# Marcus Dixon
Marcus R. Dixon es un personaje de ficción interpretado por el actor Carl Lumbly en la serie de televisión Alias. Dixon es el compañero de Sydney Bristow en las operaciones de campo en el SD-6 y posteriormente en la CIA

## Expediente clasificado
MARCUS DIXON
- ID-CLASS: USS-CI-2300922
- PERFIL: DIXON MARCUS R.

CIA USS-CI-2300922.

- AFILIACION: CIA (Agencia Central de Inteligencia)
- LUGAR DE NACIMIENTO: Mineápolis, Minnesota, Estados Unidos
- ALTURA: 185cm
- PESO: 88,5 kg
- IDIOMAS: Inglés, Tailandés, italiano, Sudanés (Dinka, Nubian, Beja), Hebreo y Árabe.

- Datos: Q2603270